# دانييل فونغ
دانييل فونغ (بالفرنسية: Danielle Fong)‏ (و. 1987  م) هي رائدة أعمال، ومدونة، وفيزيائية كندية، ولدت في هاليفاكس.

## التعليم
تعلمت في جامعة برنستون.